# 1932 w polityce

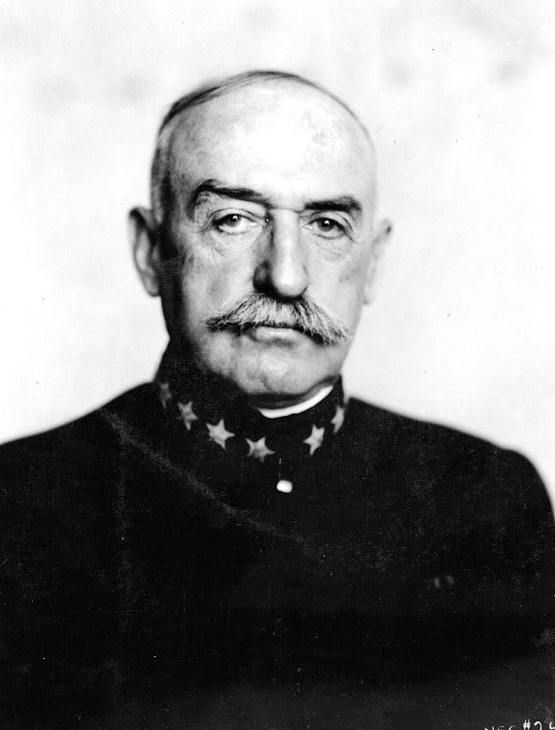
William Shepherd Benson

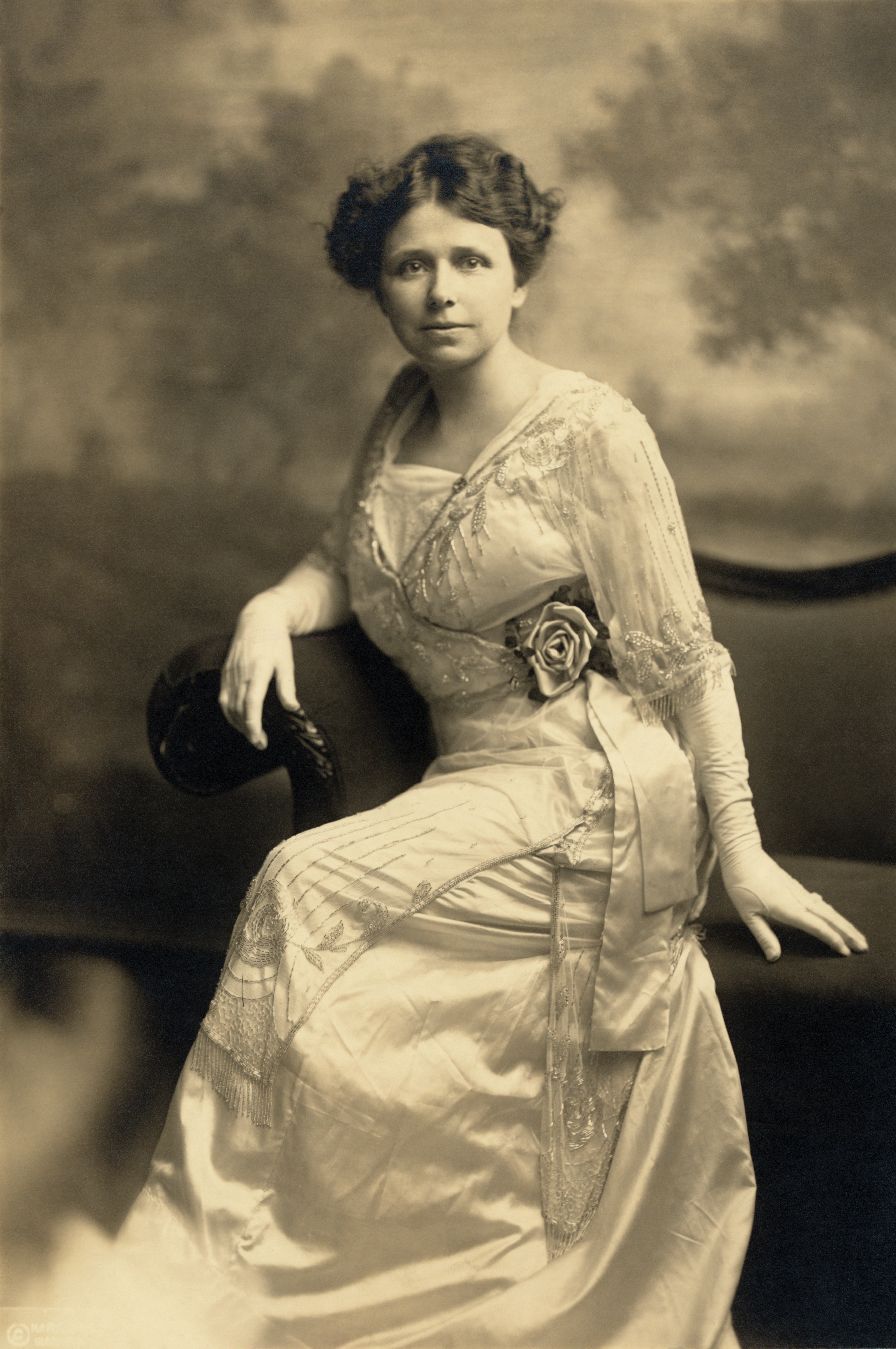
Hattie Wyatt Caraway w 1914

Wydarzenia polityczne w 1932 roku.

## Styczeń
- 12 stycznia – Hattie Wyatt Caraway jako pierwsza kobieta została wybrana do Senatu Stanów Zjednoczonych[1].
- 13 stycznia – w Polsce podano do wiadomości publicznej wyroki w zakończonym tzw. procesie brzeskim[2].

## Luty
- 25 lutego – Adolf Hitler otrzymał niemieckie obywatelstwo[3].
- w połowie lutego cała Mandżuria znalazła się w rękach Japończyków[2].

## Maj
- 9 maja – w okupowanej Mandżurii Japończycy proklamowani marionetkowe państwo Mandżukuo. Władzę objął były cesarz z dynastii Qing Puyi[2].
- 13 maja – Adolf Hitler zajął drugie miejsce w pierwszej turze wyborów prezydenckich w Niemczech[2].
- 20 maja – zmarł William Shepherd Benson, amerykański admirał[4].

## Kwiecień
- Paul von Hindenburg został ponownie wybrany na prezydenta Niemiec[2].

## Czerwiec
- 17 czerwca – zmarł John Quick, australijski prawnik i polityk[5].

## Lipiec
- 2 lipca – zmarł Manuel II Patriota ostatni król Portugalii[6].
- 15 lipca – boliwijskie oddziały zaatakowały paragwajski fort nad jeziorem Pitiantuta. Początek wojny o Chaco[2].
- 16 lipca – zmarł Herbert Onslow Plumer, brytyjski marszałek polny  i polityk[7].
- 25 lipca – Polska i Związek Socjalistycznych Republik Radzieckich podpisały pakt o nieagresji[2].
- 30 lipca – w wyniku wyborów do Reichstagu Narodowosocjalistyczna Niemiecka Partia Robotników stała się najsilniejszą partią polityczną w Niemczech[2].

## Wrzesień
- 22 września – urodził się Algirdas Brazauskas, premier i prezydent Litwy[8].

## Listopad
- 2 listopada – Józef Beck został ministrem spraw zagranicznych[9] w rządzie Aleksandra Prystora.
- 8 listopada – wybory prezydenckie w Stanach Zjednoczonych wygrał Franklin Delano Roosevelt. Wicepremierem został John Nance Garner[2].

## Grudzień
- 14 grudnia – zmarł James Hamilton Ross, kanadyjski polityk[10][11].